# 滕根
滕根（德語：Tengen，發音：[ˈtɛŋən] ⓘ）是德国巴登-符腾堡州弗赖堡行政区康斯坦茨县的城市，面积62.04平方千米，2023年12月31日人口为4,873人。